# الهجوم على نادي ليلي في أورلاندو
في يوم الأحد 12 يونيو 2016 قُتل 50 شخصا وأصيب 53 بجروح في عملية إطلاق نار داخل نادي ليلي للمثليين في أورلاندو في ولاية فلوريدا الولايات المتحدة. نُسب الهجوم إلى رجل أمريكي[ ؟ ] من أصول أفغانية اسمه «عمر صديقي متين».

## الهجوم
لقد أفاد قائد شرطة أورلاندو (جون مينا) عن «تحول الوضع إلى احتجاز رهائن حوالي الساعة الخامسة صباحا (09:00 بتوقيت غرينتش)، وتم اتخاذ قرار بإنقاذ الرهائن المحتجزين».
ولكن لم يتضح ما إذا كان الضحايا قد قتلوا على يد المسلح أو خلال تبادل لإطلاق النار مع الشرطة. ووصفت السلطات الأميركية الهجوم بأنه «واقعة إرهاب محلية».

## بعد الهجوم
اصطف كثير من الناس للتبرع بالدم في مراكز التبرع بالدم المحلية ومواقع مركز تبرع بالدم متنقل بعد حث الناس على التبرع. وكان هناك وجود كبير من المتبرعين بالدم، ولكن العديد من المثليين ومزدوجي الميول من الرجال غير قادرين على التبرع بالدم نظرا للتنظيم الاتحادي الذي يمنعهم من القيام بذلك إذا كان لديهم أنشطة جنسية من نفس الجنس في العام الماضي. قام مركز الجالية المثليين في وسط فلوريدا بتقديم النصائح للناجين الحزينين.

## تبني العملية
أعلنت وكالة أعماق المرتبطة بتنظيم داعش اليوم الأحد مسؤولية التنظيم عن إطلاق النار الذي أودى بحياة 50 شخصا على الأقل بنادي ليلي في أورلاندو بولاية فلوريدا.

## ردود الأفعال
- باراك أوباما: هذا يوم مؤلم جدا لجميع أصدقائنا ولمواطنينا الأمريكيين من المثليين، هذا تذكير بصوابنا أن الهجمات التي تستهدف الأمريكيين، بقطع النظر عن عرقهم وجنسهم وديانتهم وميولاتهم الجنسية، هي هجمات ضدنا جميعاً وضد القيم الأساسية المتمثلة في المساواة والكرامة التي تمثلنا كبلد.[9]

## منفذ العملية

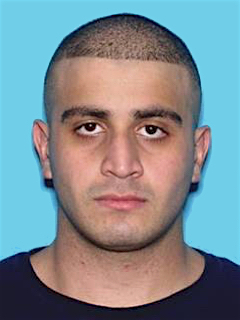
عمر متين منفذ العملية

منفذ العملية يدعى عمر مير صديقي متين وهو شخص أمريكي ولد في نيويورك لأبوين أفغانيين مسلمين. في حين نفى والد عمر متين صلة أفعال ابنه بالدين الإسلامي وقال في فيديو له أن ما قام به ابنه مستنكر وخصوصا في شهر رمضان الفضيل لدى المسلمين وقال أن العقاب على الميول المثلية يكون عند الله.